# Anton Rogan
Anthony Rogan est un footballeur nord-irlandais né le 25 mars 1966 à Belfast. Il évoluait au poste de défenseur latéral gauche, ou de défenseur central côté gauche. 
En 1988, il a remporté le doublé coupe-championnat avec le Celtic Glasgow. Il s'ensuivit une longue période d'une décennie de disette pour le club écossais en championnat. Il a été par ailleurs finaliste malheureux avec Sunderland de la FA Cup, face à Liverpool.

## Carrière
- 1985-1986 : Distillery FC -  Irlande du Nord
- 1986-1991 : Celtic Glasgow -  Écosse
- 1991-1993 : Sunderland -  Angleterre
- 1993-1995 : Oxford United -  Angleterre
- 1995-1997 : Millwall -  Angleterre
- 1997-1999 : Blackpool -  Angleterre